# Joaquim Fiúza
Joaquim Mascarenhas de Fiúza (* 8. Februar 1908 in Lissabon; † 4. März 2010 ebenda) war ein portugiesischer Segelsportler.

## Biografie
Fiúza nahm in der Star-Bootsklasse bereits an den Olympischen Sommerspielen 1936 in Kiel teil, als er mit António de Herédia den zehnten Platz belegte. 1948 in London erreichte er zusammen mit Júlio Gourinho den sechsten Platz.
Bei den Olympischen Sommerspielen 1952 in Helsinki gewann er bei den Segelwettbewerben mit dem Starboot zusammen mit Francisco de Andrade eine Bronzemedaille.